# Appareil végétatif

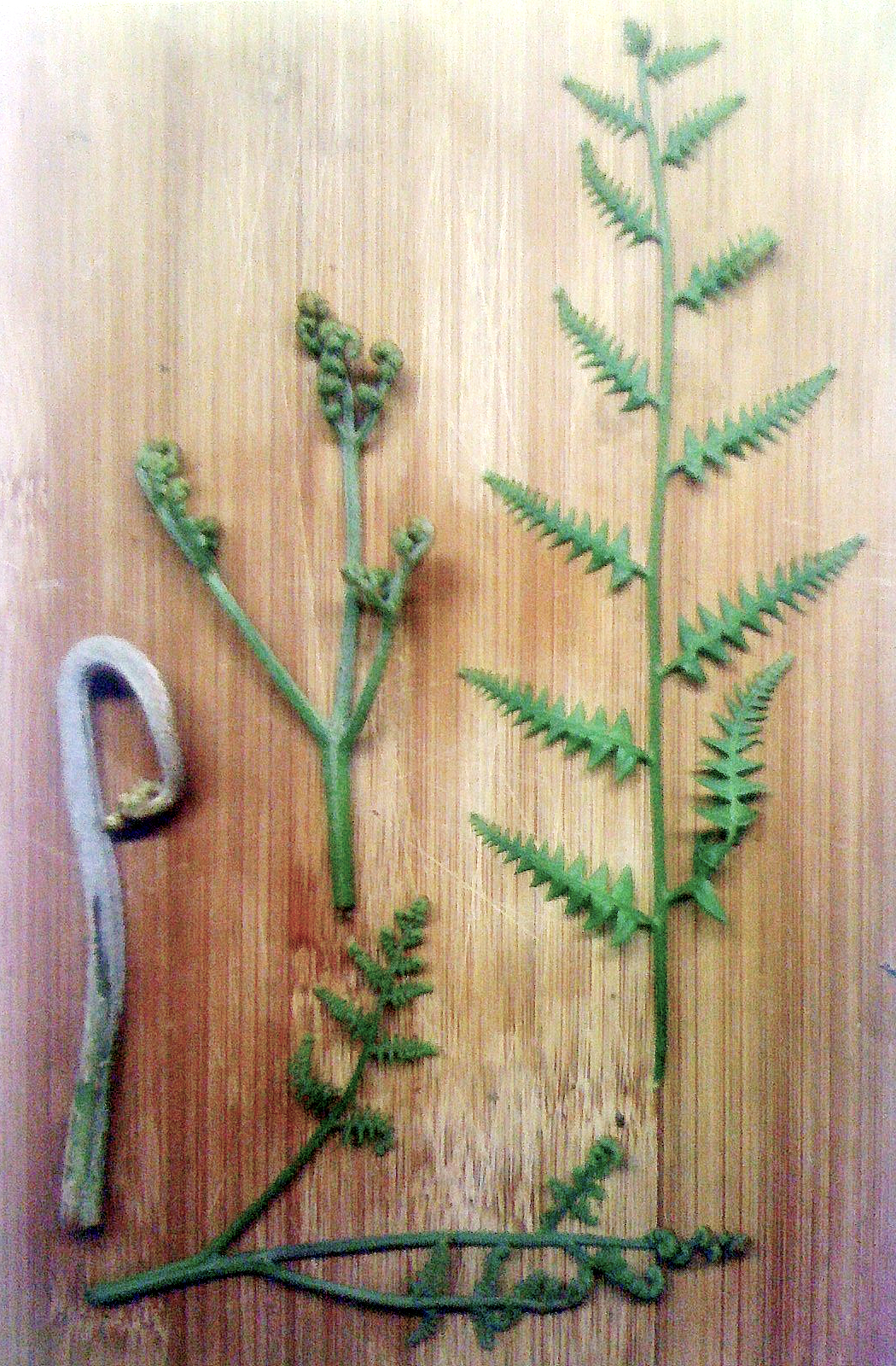
L'appareil végétatif de la fougère aigle, à l'exception de ses racines.

L’appareil végétatif est l’ensemble des organes d’une plante (thalle chez les thallophytes, cormus chez les cormophytes : racine, tige, feuille) qui assurent sa croissance.